# Kalle Kauppi (homme politique)
Pour les articles homonymes, voir Kalle Kauppi et Kauppi.
Kalle Kauppi (né le 10 mars 1892 à Heinola Maalaiskunta - 29 octobre 1961 à Helsinki) est un professeur d'université et homme politique finlandais,.

## Biographie
Kalle Kauppi est rédacteur en chef par intérim de la revue Liikeapulainen en 1911–1912, comme rédacteur adjoint à Kauppalehti en 1915 et comme avocat à Lahti en 1919–1922.
Il est professeur du droit commercial à l'École supérieure de commerce d'Helsinki 1927–1929, professeur de droit commercial 1929–1961, recteur 1939–1945 et 1957–1961, et vice-recteur 1952–1957.
Kalle Kauppi est aussi professeur du droit privé et économique à l'Université des sciences sociales de 1929 à 1930 et de 1932 à 1933.
Il est conseiller juridique et chef de bureau au ministère de la Défense de 1939 à 1940 et comme conseiller juridique au quartier général de 1941 à 1943..
Il est ministre du ministre du Commerce et de l'Industrie du gouvernement Kallio IV du 7 octobre 1936 au 12 mars 1937 et ministre de l'Éducation des gouvernements Linkomies, Hackzell et Urho Castrén du 5 mars 1943 au 17 novembre 1944. 
Il est député de 1943 à 1951, représentant le Parti progressiste national dans la Circonscription d'Uusimaa.